# Onthophagus seminitidus
Onthophagus seminitidus là một loài bọ cánh cứng trong họ Bọ hung (Scarabaeidae).